# Redbirds de l'Université McGill
Les Redbirds est le nom porté par toutes les équipes sportives masculines d'élite de l'Université McGill, située à Montréal, au Québec (Canada). Les équipes féminines sont représentées sous le nom de Martlets.
Les étudiants-athlètes des Redbirds défendent les couleurs de l’institution dans les compétitions du Réseau du sport étudiant du Québec (RSEQ), du U Sports et parfois internationale dont aux Universiades, communément appelées les Jeux mondiaux universitaires.

## Changement de nom
Anciennement appelé les Redmen, l'équipe change officiellement de nom le 17 novembre 2020.
En avril 2019, madame Suzanne Fortier, principale et vice-chancelière de l'Université McGill, annonce que l'équipe ne portera plus le nom des Redmen, considéré comme offensant pour les étudiants de l’institution membres des Premières Nations. Ils avaient alors temporairement renommé les équipes "McGill", en attendant de trouver le vrai nom.
Ce changement survient après un long débat au sujet de l’ancien nom des Redmen, qui n’était pas utilisé initialement pour désigner les peuples autochtones.

## Historique
Le nom Redbirds a été utilisé par les équipes de ski dans les années 1920 et 1930 et plus récemment par l’équipe de baseball de McGill. Un tournoi de basketball a également été connu sous le nom de Redbird Classic.
L’université a affirmé que le nom a été adopté avec l’objectif de rendre hommage à la tradition de l’institution tout en unissant toute la communauté de McGill.
En 2022, l'université met fin à son programme de baseball.